# Nemzetközösségi játékok

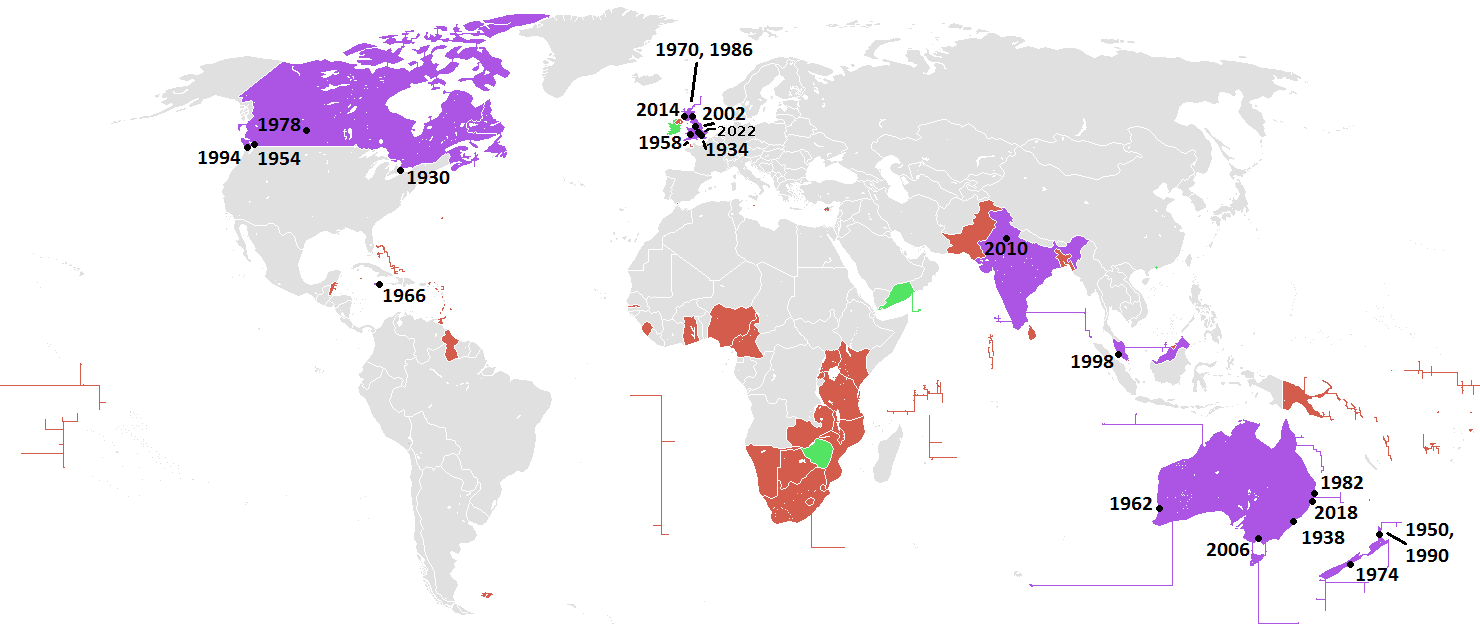
A játékok helyszínei és a részt vevő országok

A nemzetközösségi játékok (angolul Commonwealth Games) négyévente tartott, több sportágat felölelő nemzetközi sportesemény, ebben a kategóriában a második legnagyobb az olimpiai játékok után.
Sok olimpiai sportág mellett a nemzetközösségi játékokon olyan sportágak is szerepelnek, amelyeket főleg a Nemzetközösség tagállamaiban játszanak, mint a gyepbowling, a hetes rögbi és a netball.

## Résztvevők
- A részt vevő sportolók száma szokás szerint 5000 körül van.
- A Nemzetközösségnek jelenleg 56 tagja van, a játékokon való indulásra azonban 71 csapat jogosult. Az Egyesült Királyság négy alkotó nemzete – Anglia, Skócia, Wales és Észak-Írország – külön csapatokat állíthatnak, csapatot küldenek a brit koronafüggőségek (Guernsey, Jersey és a Man sziget) és sok tengerentúli terület is. Csapatot állít a Norfolk-sziget, Ausztrália külső területe és az Új-Zélanddal szabad társulásban álló, de nem szuverén Cook-szigetek és Niue.
- Csak hat olyan csapat van, amelyek eddig minden esetben részt vettek a nemzetközi játékokon: Ausztrália, Kanada, Anglia, Új-Zéland, Skócia és Wales.

## Története
Az elsőt 1930-ban rendezték a kanadai Hamiltonban, akkor még brit birodalmi játékok néven. Új neve 1954-ben brit birodalmi és nemzetközösségi játékok, 1970-ben pedig brit nemzetközösségi játékok lett. A mai név 1978 óta használatos.

### Gyökerei
Astley Cooper tiszteletes volt az első, aki arra tett javaslatot, hogy rendezzenek rendszeres sportversenyeket a Brit Birodalom tagjai számára. A Times napilapban írott cikkében 1891-ben azt javasolta, hogy rendezzék meg „négyévente a Pán-Brit-Pán-Angliai Verseny és Ünnepséget a Brit Birodalmon belüli jóakarat és egyetértés növelésére”.
1911-ben Londonban Birodalmi Ünnepséget rendeztek V. György brit király megkoronázása alkalmából. Az ünnepség részeként Birodalomközi Bajnokságot rendeztek Ausztrália, Kanada, Dél-Afrika és az Egyesült Királyság csapatai számára bokszban, birkózásban, úszásban és atlétikában.
1928-ban a kanadai Melville Marks Robinson kapott megbízást arra, hogy szervezze meg az első brit birodalmi játékokat. Két évvel később meg is rendezték az első eseményt Hamiltonban.

### Hagyományos szabályok
- 1930 és 1950 közt a nemzetek felvonulását egy zászlóvivő vezette fel a Union Jack lobogóval, ami az Egyesült Királyság vezető szerepét jelképezte.
- 1958 óta hagyomány a váltófutás, amelyben a Buckingham-palotától viszik a királynő üdvözlő üzenetét tartalmazó váltóbotot a nyitóünnepség színhelyére. A váltóbot célba juttatója általában a rendező nemzet egy híres sportszemélyisége.
- A felvonulásban a sorrendben az első az előző játékokat rendező ország csapata, az utolsó a jelenlegi rendező és a kettő közt az angol ábécé szerinti sorrendben követik egymást a csapatok. 2006-ban földrajzi régiónként követték egymást a csapatok, ábécérendben.
- A díjátadó ünnepségeken három ország lobogóját vonják fel: a jelenlegi, a korábbi és a következő rendező országét.
- A nyitó ünnepségen jelentősebb szerepet vállal a hadsereg, mint az olimpiai játékokon, a brit birodalmi katonai hagyományok tiszteletére.

### Bojkottok
Mint az olimpiai játékokat, a nemzetközösségi játékokat is bojkottálták a múltban. 1978-ban Nigéria maradt távol, tiltakozásul Új-Zéland sportkapcsolatai ellen az apartheid-rendszert fenntartó Dél-Afrikával. A legszélesebb körű bojkottra 1986-ban került sor, amikor 59 nemzetből 32 nem vett részt a játékokon, amiért a Margaret Thatcher vezette kormány nem ítélte el a sportkapcsolatok ápolását Dél-Afrikával. Bojkottfenyegetések hangzottak el 1974-ben, 1982-ben és 1990-ben is, ugyancsak Dél-Afrika miatt.

## A Nemzetközösségi játékok listája
| 1930 | Hamilton     | Kanada     | Freeman Freeman-Thomas                       | 6                                | 59                               | 11                               | augusztus 16.                    | augusztus 23.                    | 400                              | Anglia                           |                                  |                                  |                                  |
| 1934 | London       | Anglia     | V. György király                             | 6                                | 68                               | 16                               | augusztus 4.                     | augusztus 11.                    | 500                              | Anglia                           |                                  |                                  |                                  |
| 1938 | Sydney       | Ausztrália | Lord Wakehurst                               | 7                                | 71                               | 15                               | február 5.                       | február 12.                      | 464                              | Ausztrália                       |                                  |                                  |                                  |
| 1942 | Montréal     | Kanada     | Elmaradt a II. világháború miatt             | Elmaradt a II. világháború miatt | Elmaradt a II. világháború miatt | Elmaradt a II. világháború miatt | Elmaradt a II. világháború miatt | Elmaradt a II. világháború miatt | Elmaradt a II. világháború miatt | Elmaradt a II. világháború miatt | Elmaradt a II. világháború miatt | Elmaradt a II. világháború miatt | Elmaradt a II. világháború miatt |
| 1946 | Cardiff      | Wales      | Elmaradt a II. világháború miatt             | Elmaradt a II. világháború miatt | Elmaradt a II. világháború miatt | Elmaradt a II. világháború miatt | Elmaradt a II. világháború miatt | Elmaradt a II. világháború miatt | Elmaradt a II. világháború miatt | Elmaradt a II. világháború miatt | Elmaradt a II. világháború miatt | Elmaradt a II. világháború miatt | Elmaradt a II. világháború miatt |
| 1950 | Auckland     | Új-Zéland  | Sir Bernard Freyberg                         | 9                                | 88                               | 12                               | február 4.                       | február 11.                      | 590                              | Ausztrália                       |                                  |                                  |                                  |
| 1954 | Vancouver    | Kanada     | Harold Alexander                             | 9                                | 91                               | 24                               | július 30.                       | augusztus 7.                     | 662                              | Anglia                           |                                  |                                  |                                  |
| 1958 | Cardiff      | Wales      | Fülöp edinburgh-i herceg                     | 9                                | 94                               | 36                               | július 18.                       | július 26.                       | 1122                             | Anglia                           |                                  |                                  |                                  |
| 1962 | Perth        | Ausztrália | Fülöp edinburgh-i herceg                     | 9                                | 104                              | 35                               | november 22.                     | december 1.                      | 863                              | Ausztrália                       |                                  |                                  |                                  |
| 1966 | Kingston     | Jamaica    | Fülöp edinburgh-i herceg                     | 9                                | 110                              | 34                               | augusztus 4.                     | augusztus 13.                    | 1050                             | Anglia                           |                                  |                                  |                                  |
| 1970 | Edinburgh    | Skócia     | Fülöp edinburgh-i herceg                     | 9                                | 121                              | 42                               | július 16.                       | július 25.                       | 1383                             | Ausztrália                       |                                  |                                  |                                  |
| 1974 | Christchurch | Új-Zéland  | Fülöp edinburgh-i herceg                     | 9                                | 121                              | 38                               | január 24.                       | február 2.                       | 1276                             | Ausztrália                       |                                  |                                  |                                  |
| 1978 | Edmonton     | Kanada     | II. Erzsébet királynő                        | 10                               | 128                              | 46                               | augusztus 3.                     | augusztus 12.                    | 1474                             | Kanada                           |                                  |                                  |                                  |
| 1982 | Brisbane     | Ausztrália | Fülöp edinburgh-i herceg                     | 10                               | 142                              | 46                               | szeptember 30.                   | október 9.                       | 1583                             | Ausztrália                       |                                  |                                  |                                  |
| 1986 | Edinburgh    | Skócia     | II.Erzsébet királynő                         | 10                               | 163                              | 26                               | július 24.                       | augusztus 2.                     | 1662                             | Anglia                           |                                  |                                  |                                  |
| 1990 | Auckland     | Új-Zéland  | Eduárd wessexi gróf                          | 10                               | 204                              | 55                               | január 24.                       | február 3.                       | 2073                             | Ausztrália                       |                                  |                                  |                                  |
| 1994 | Victoria     | Kanada     | II. Erzsébet királynő                        | 10                               | 217                              | 63                               | augusztus 18.                    | augusztus 28.                    | 2557                             | Ausztrália                       |                                  |                                  |                                  |
| 1998 | Kuala Lumpur | Malajzia   | Tuanku Jaafar Malajzia királya               | 15                               | 213                              | 70                               | szeptember 11.                   | szeptember 21.                   | 3633                             | Ausztrália                       |                                  |                                  |                                  |
| 2002 | Manchester   | Anglia     | II. Erzsébet királynő                        | 17                               | 281                              | 72                               | július 25.                       | augusztus 4.                     | 3679                             | Ausztrália                       |                                  |                                  |                                  |
| 2006 | Melbourne    | Ausztrália | II. Erzsébet királynő                        | 16                               | 245                              | 71                               | március 15.                      | március 26.                      | 4049                             | Ausztrália                       |                                  |                                  |                                  |
| 2010 | Delhi        | India      | Pratibha Patil India elnöke és Károly herceg | 17                               | 272                              | 71                               | október 3.                       | október 14.                      | 4352                             | Ausztrália                       |                                  |                                  |                                  |
| 2014 | Glasgow      | Skócia     | II. Erzsébet királynő                        | 17                               | 261                              | 71                               | július 23.                       | augusztus 3.                     | 4947                             | Ausztrália                       |                                  |                                  |                                  |
| 2018 | Gold Coast   | Ausztrália | Károly herceg                                | 19                               | 275                              | 71                               | április 4.                       | április 15.                      | 4426                             | Ausztrália                       |                                  |                                  |                                  |
| 2022 | Birmingham   | Anglia     | Károly herceg                                | 20                               | 280                              | 72                               | július 28.                       | augusztus 8.                     | 5054                             | Ausztrália                       |                                  |                                  |                                  |
| 2026 | Victoria     | Ausztrália |                                              | 16                               |                                  | 75                               | március 17.                      | március 29.                      |                                  |                                  |                                  |                                  |                                  |

## A részt vevő nemzetek/függőségek listája
| Ország/terület                | Részvétel                              |
| ----------------------------- | -------------------------------------- |
| Áden/ Dél-Arábia (1966)       | 1962–1966                              |
| Anglia                        | 1930–                                  |
| Anguilla                      | 1998–                                  |
| Antigua és Barbuda            | 1966–1970, 1978, 1994–                 |
| Aranypart/ Ghána (1957–)      | 1954–1982, 1990–                       |
| Ausztrália                    | 1930–                                  |
| Bahama-szigetek               | 1954–1970, 1978–1982, 1990–            |
| Banglades                     | 1978, 1990–                            |
| Barbados                      | 1954–1982, 1990–                       |
| Bermuda                       | 1930–1938, 1954–1982, 1990–            |
| Botswana                      | 1974, 1982–                            |
| Brit Guyana/ Guyana (1966–)   | 1930–1938, 1954–1970, 1978–1982, 1990– |
| Brit Honduras/ Belize (1981–) | 1962–1966, 1978, 1994–                 |
| Brit Virgin-szigetek          | 1990–                                  |
| Brunei                        | 1990–                                  |
| Ceylon/ Srí Lanka (1974–)     | 1938–1950, 1958–1982, 1990–            |
| Ciprus                        | 1978–1982, 1990–                       |
| Cook-szigetek                 | 1974–1978, 1986–                       |
| Dél-afrikai Köztársaság       | 1930–1958, 1994–                       |
| Dél-Rodézia/ Zimbabwe (1964–) | 1934–1958, 1982, 1990–2002             |
| Dominikai Közösség            | 1958–1962, 1970, 1994–                 |
| Észak-Borneó                  | 1958–1962                              |
| Észak-Írország                | 1934–1938, 1954–                       |
| Észak-Rodézia/ Zambia (1964–) | 1954–1958, 1970–1982, 1990–            |
| Falkland-szigetek             | 1982–                                  |
| Fidzsi-szigetek               | 1938, 1954–1986, 1998–2006, 2014–      |
| Gambia                        | 1970–1982, 1990–2010, 2018–            |
| Gibraltár                     | 1958–                                  |
| Grenada                       | 1970–1982, 1998–                       |
| Guernsey Bailiffség           | 1970–                                  |
| Hongkong                      | 1934, 1954–1962, 1970–1994             |
| India                         | 1934–1938, 1954–1958, 1966–1982, 1990– |
| Ír-sziget                     | 1930                                   |
| Írország                      | 1934                                   |
| Jamaica                       | 1934, 1954–1982, 1990–                 |
| Jersey Bailiffség             | 1958–                                  |
| Kamerun                       | 1998–                                  |
| Kanada                        | 1911, 1930–                            |
| Kajmán-szigetek               | 1978–                                  |
| Kenya                         | 1954–1982, 1990–                       |
| Kiribati                      | 1998–                                  |
| Lesotho                       | 1974–                                  |

| Ország/Terület                        | Részvétel                                    |
| ------------------------------------- | -------------------------------------------- |
| Malaya/ Malajzia (1966–)              | 1950, 1958–1982, 1990–                       |
| Malawi                                | 1970–                                        |
| Maldív-szigetek                       | 1986–2014, 2020–                             |
| Málta                                 | 1958–1962, 1970, 1982–                       |
| Man-sziget                            | 1958–                                        |
| Mauritius                             | 1958–1982, 1990–                             |
| Montserrat                            | 1994–                                        |
| Mozambik                              | 1998–                                        |
| Namíbia                               | 1994–                                        |
| Nauru                                 | 1990–                                        |
| Nigéria                               | 1950–1958, 1966–1974, 1982, 1990–1994, 2002– |
| Niue                                  | 2002–                                        |
| Norfolk-sziget                        | 1986–                                        |
| Nyugat-Szamoa/ Szamoa (1998–)         | 1974–                                        |
| Pakisztán                             | 1954–1970, 1990–                             |
| Pápua Új-Guinea                       | 1962–1982, 1990–                             |
| Rodézia és Nyaszaföld                 | 1962                                         |
| Ruanda                                | 2010–                                        |
| Saint Christopher-Nevis-Anguilla      | 1978                                         |
| Saint Kitts és Nevis                  | 1990–                                        |
| Saint Lucia                           | 1962, 1970, 1978, 1994–                      |
| Saint Vincent és a Grenadine-szigetek | 1958, 1966–1978, 1994–                       |
| Salamon-szigetek                      | 1982, 1990–                                  |
| Sarawak                               | 1958–1962                                    |
| Seychelle-szigetek                    | 1990–                                        |
| Sierra Leone                          | 1958, 1966–1970, 1978, 1990–                 |
| Skócia                                | 1930–                                        |
| Szent Ilona                           | 1982, 1998–                                  |
| Szingapúr                             | 1958–                                        |
| Szváziföld                            | 1970–2018                                    |
| Tanganyika                            | 1962                                         |
| Tanzánia                              | 1966–1982, 1990–                             |
| Tonga                                 | 1974, 1982, 1990–                            |
| Trinidad és Tobago                    | 1934–1982, 1990–                             |
| Turks- és Caicos-szigetek             | 1978, 1998–                                  |
| Tuvalu                                | 2002–                                        |
| Uganda                                | 1954–1974, 1982, 1990–                       |
| Új-fundland                           | 1930–1934                                    |
| Új-Zéland                             | 1930–                                        |
| Vanuatu                               | 1982–                                        |
| Wales                                 | 1930–                                        |

## Sportágak

### Jelenlegi sportágak
A legtöbb sportág versenyének megrendezése kötelező a Commonwealth Games Federation rendelkezései szerint, míg néhány opcionális, ezek közül a rendező választhat. A Nemzetközösségi játékokon para-sportágak is megjelennek.
| Sportág            | Időszak                      |
| ------------------ | ---------------------------- |
| Asztalitenisz      | 2002–                        |
| Para-asztalitenisz | 2002–                        |
| Atlétika           | 1930–                        |
| Paraatlétika       | 1994, 2002–                  |
| Búvárkodás         | 1930–                        |
| Cselgáncs          | 1990, 2002, 2014, 2022       |
| Erőemelés          | 2002–                        |
| Fallabda           | 1998–                        |
| Freestyle-birkózás | 1930–1986, 1994, 2002, 2010– |
| Gyepteke           | 1930–1962, 1970–             |
| Paragyepteke       | 1994, 2002, 2014–            |
| Hetes rögbi        | 1998–                        |
| Íjászat            | 1982, 2010                   |
| Jégkorong          | 1998–                        |
| Hegyi kerékpár     | 2002–2006, 2014–             |
| Parakerékpár       | 2014–                        |
| Országúti kerékpár | 1938–                        |
| Pálya-kerékpározás | 1934–                        |

| Sportág              | Időszak                |
| -------------------- | ---------------------- |
| Kosárlabda           | 2006, 2018             |
| 3x3 kosárlabda       | 2022                   |
| Krikett              | 1998, 2022             |
| Női netball          | 1998–                  |
| Ökölvívás            | 1930–                  |
| Ritmikus gimnasztika | 1978, 1990–1998, 2006– |
| Sportlövészet        | 1966, 1974–2018        |
| Strandröplabda       | 2018–                  |
| Súlyemelés           | 1950–                  |
| Szertorna            | 1978, 1990–            |
| Tollaslabda          | 1966–                  |
| Triatlon             | 2002–2006, 2014–       |
| Úszás                | 1930–                  |
| Paraúszás            | 2002–                  |

### Korábbi sportágak
2015-ben a Commonwealth Games Federation nagymértékű változtatásokat hajtott végre a játékok programjában. Megemelték a kötelező sportágak számát, de az alábbi, korábban választható sportágakat eltávolították a lehetőségek közül.
| Sportág       | Időszak               |
| ------------- | --------------------- |
| Kajak-kenu    | –                     |
| Evezés        | 1930, 1938–1962, 1986 |
| Vitorlázás    | –                     |
| Softball      | –                     |
| Szinkronúszás | 1986–2006             |

| Sportág              | Időszak |
| -------------------- | ------- |
| Taekwondo            | –       |
| Tenisz               | 2010    |
| Bowling              | 1998    |
| Görög-római birkózás | 2010    |

Egyes választható sportágakat csak a Commonwealth Games Federation külön engedélyével választhatják a rendezők.
| Sportág    | Időszak   |
| ---------- | --------- |
| Biliárd    | –         |
| Vívás      | 1950–1970 |
| Labdarúgás | –         |
| Golf       | –         |
| Kézilabda  | –         |

| Sportág             | Időszak |
| ------------------- | ------- |
| Élet- és vízimentés | –       |
| Ligarögbi           | –       |
| Teremröplabda       | –       |
| Vízilabda           | 1950    |

## Fordítás
Ez a szócikk részben vagy egészben  a   Commonwealth Games című angol Wikipédia-szócikk fordításán alapul.  Az eredeti cikk szerkesztőit annak laptörténete sorolja fel. Ez a jelzés csupán a megfogalmazás eredetét és a szerzői jogokat jelzi, nem szolgál a cikkben szereplő információk forrásmegjelöléseként.

### Az egyes játékok hivatalos honlapjai
- Delhi, 2010
- India & a 2010-es Nemzetközösségi Játékok – információk
- Melbourne, 2006
- Manchester, 2002
- Kuala Lumpur, 1998[halott link]